# Carlton Barrett
Carlton Barrett, född 17 december 1950 i Kingston, död 17 april 1987 i Kingston, var en stilbildande jamaicansk reggaetrummis och medlem av bandet Bob Marley and the Wailers sedan 1969. Tillsammans med sin bror Aston "Family Man" Barrett skrev Carlton den av Bob Marley framförda låten Talkin 'Blues. Carlton skrev även låten War, där texten bygger på ett tal till FN av Haile Selassie I och som av de större rastafarisamfunden betraktas som en manifestation av Gud, Jah. Låten War fanns med på samtliga konserter som Bob Marley and the Wailers framförde på från och med albumet Rastaman Vibration till och med Marleys död 1981. Barrett var dessutom en av de musiker som utvecklade one drop, en framgångsrik reggaerytm. 
I Jamaica har det alltid funnits få band jämfört med pop- och rockband i USA och Europa. Det har i stället fungerat så att inspelningsstudiorna i Kingston har hållit sig med "husband", det vill säga en fast ensemble av musiker. Sångare eller vokalistgrupper som jobbat fram en melodi och en text kunde under 1960- och 1970-talen, och även i viss utsträckning i fortsättningen, söka sig till en inspelningsstudio eller musikproducent för att sjunga upp. Om deras röster och deras låt ansågs vara tillräckligt bra fick de spela in en singel. 
Bob Marley, Peter Tosh och Bunny Wailer (Neville Livingston) som kallade sig The Wailers var just en sådan vokalistgrupp med rösten som enda instrument under ska-åren på 1960-talet. Carlton Barrett och hans bror hörde i slutet av 1960-talet till reggaeproducenten och sounduppfinnaren Lee "Scratch" Perry stall av musiker, som ibland kallades för The Upsetters. När Marley, Tosh och Livingston började spela in sina tidiga reggaelåtar hos Perry (Soul Rebel, Small Axe, Kaya, African Herbsman, So Sympathy, Rebel's Hop, 400 Years, Keep On Moving, Don't Rock My Boat, Downpresser m.fl) kompades de av Aston och Carlton Barrett. När de tre i The Wailers lämnade Perry i början av 1970-talet så följde bröderna Barrett med, och genom att fler musiker anlitades mer eller mindre permanent blev The Wailers ett av få reggaeband.
The Wailers släppte år 1973 de båda albumen Catch A Fire och Burnin' på skivmärket Island Records. Samma år lämnade Peter Tosh och Bunny Wailer gruppen, som i fortsättningen kallade sig Bob Marley and the Wailers. Bröderna Barrett stannade i bandet, och till nästa album – Natty Dread (1974) – skrev Carlton två låtar: Talking Blues och Them Belly Full. 
Carlton Barrett mördades utanför sitt hem i Jamacia den 17 april 1987.